# Gonzalo Herranz Rodríguez
Gonzalo Herranz Rodríguez, (Porriño, Pontevedra, Galicia; 27 de enero de 1931-Pamplona, Navarra; 20 de mayo de 2021) fue un médico español. Reconocido experto en Ética Médica, Deontología Médica, Ética de la Investigación y Bioética, fue también catedrático de la Facultad de Medicina de las Universidades de Navarra y Oviedo.

## Trayectoria personal y profesional

### Formación y Actividad académica
Estudió Medicina en las Universidades de Santiago y Barcelona. Realizó la formación de postgrado en las Universidades de Barcelona, Tubinga y Bonn. Desde 1970 es catedrático de Histología y Anatomía Patológica en las Universidades de Oviedo y Navarra. En la Universidad de Navarra ocupó diversos cargos: Vicerrector (1974-1978), Decano de la Facultad de Medicina (1978-1981), Profesor Ordinario de Ética Médica (1987-2002) y Director del Departamento de Humanidades Biomédicas hasta 2001.
En 1987, cuando tenía un gran prestigio en el campo de la Anatomía Patológica, decidió dedicarse a la Ética Médica porque vislumbró la necesidad de formar a los futuros médicos en esta disciplina. Fue el primer profesor de Bioética en España.

### Cargos ocupados en diversos organismos
- Presidente (1984-1995), Secretario (1995-2002) y Vocal (desde 2002) de la Comisión Central de Deontología de la Organización Médica Colegial de España.
- Vicepresidente de la Comisión de Ética del Comité Permanente de los Médicos de la Comunidad Europea (1986-1988).
- Vicepresidente de la Federación Mundial de Médicos que respetan la vida humana (1986-1992).
- Consultor de la Congregación Vaticana para la Educación Católica (desde 1989).
- Miembro del Consejo Directivo de la Academia Pontificia para la Vida (1994).
- Miembro del Comité Internacional de Bioética, de la UNESCO (1996).

Experto en diferentes ocasiones (1986, 1987, 1989, 1991) ante el Parlamento Europeo (Bruselas y Estrasburgo), la Comisión de la Comunidad Europea (Programa AIM, 1989, 1990) y ante el Congreso de los Diputados de España (1995). Miembro del Grupo de Trabajo que redactó los Principios de Ética Médica Europea de la Conferencia Internacional de Órdenes Médicas (1986-1987). Presidente de la Comisión de redacción del Código de Ética y Deontología Médica de España.
Ha publicado 65 artículos sobre diferentes áreas de la Patología y otros 55 sobre cuestiones de Bioética y Deontología médica. Autor de una monografía titulada El respeto, actitud ética fundamental de la Medicina y de unos Comentarios al Código de Deontología médica (3 ediciones).
Ha sido invitado a pronunciar conferencias en Universidades y Asociaciones médicas de España, Alemania, Argentina, Bélgica, Chile, Colombia, Filipinas, Francia, Holanda, Irlanda, Italia, México, Perú, Portugal y Suiza. Ha participado en Congresos o Simposios sobre Ética médica en Atenas, Barcelona, BeerSheba, Bellagio, Bogotá, Bolonia, Buenos Aires, Bruselas, Colonia, Dublín, Freiburg i Br, Ginebra, Ciudad de Guatemala, Lugano, Lisboa, Madrid, Madeira, Manila, Ciudad de Méjico, Milán, Nueva York, Ostende, Palma, París, Porto, Reykjavik, Roma, Santiago de Chile, Valencia, Vicenza y Washington.

## Publicaciones
- El embrión ficticio. Historia crítica de un mito biológico, Palabra, 2013. ISBN 978-84-9840-931-4
- Comentarios al código de ética y deontología médica, Ediciones Universidad de Navarra. EUNSA, 1992. ISBN 84-313-1182-7
- The timing of monozygotic twinning: a criticism of the common model. Herranz G. Zygote. 2015 Feb;23(1): 27-40
- Origin of the terms embryo, gamete and zygote. Herranz G. Zygote. 2012 Nov;20(4):313-2
- Manual de patología general y anatomía patológica (en colaboración con Max Eder, Jesús Vázquez García, Peter Gedigk), Editorial Científico-Médica, cop. 1979.
- Publicaciones de Gonzalo Herranz en Research Gate
- Publicaciones de Gonzalo Herranz en Dialnet

## Publicaciones y artículos sobre Gonzalo Herranz
- AA.VV, "Desde el corazón de la Medicina. Homenaje a Gonzalo Herranz", Madrid, Organización Médica Colegial de España (OMC), 2013, 1ª, 412 pp. ISBN 9788461636693: http://www.redalyc.org/pdf/832/83230692007.pdf
- Pardo Caballos, Antonio (23 de mayo de 2021). «Profesor Gonzalo Herranz, una lección de servicio». Diario La Razón.
- Rodríguez Sendín, Juan José (25 de mayo de 2021). «Gonzalo Herranz, maestro de la Ética Médica de nuestro siglo. Al amigo, al profesor, a la honestidad». Acta Sanitaria.
- Rodríguez Sendín, Juan José (25 de mayo de 2021). «Gonzalo Herranz, maestro de la Ética Médica de nuestro siglo. Al amigo, al profesor, a la honestidad». Colegio de Médicos de Navarra.
- León Sanz, Pilar (23 de mayo de 2021). «Un pionero de la Ética Médica». Diario ABC.